# Fort Pimentel
Fort Pimentel of het Fort van Oosterweel was een fort nabij Oorderen dat een latere uitbreiding was op de linie van Bergen-op-Zoom naar Steenbergen. De bouw gebeurde na 1628/1629, vermoedelijk in of rond 1632 op last van Emmanuel de Pimentel de Ferie, gouverneur van het kasteel van Antwerpen voor de verdediging van de Schelde en de noordpolders. De kapel van het fort werd gewijd in 1681. Helaas was het fort geen lang leven geschoren. Het werd afgebroken in 1782 onder het bewind van keizer Jozef II.
Registers uit de periode 1655-1760 van het dorp spreken enkel over "ons fort", "fort alhier" of "fortje"" wanneer ze verwijzen naar Fort Pimentel.
Het fort werd in het najaar van 2017 in het teken van de Oosterweelverbinding archeologisch onderzocht door de stadsdienst archeologie van Antwerpen.